# Heroes Unmasked
Heroes Unmasked ist ein Making-of-Format zur Bewerbung der US-amerikanischen Fernsehserie Heroes. Die Co-Produktion stammt vom britischen BBC und der US-amerikanischen NBC. Die Dokumentation gibt dabei Einblicke im Bereich der Spezialeffekte hinter die Kulissen. Ebenso werden die Darsteller und der Produktionsstab zur eigenen Meinung über das Erfolgsformat befragt. Ausgestrahlt wurde Heroes Unmasked vom produzierenden Sender BBC Two, in Verbindung mit der Originalserie, wobei dann bei einigen Folgen zu erkennen war, wie verschiedene Szenen vom Produktionsteam und den Schauspielern umgesetzt und auf die TV-Bildschirme gebracht wurden. Vor allem loben die Schauspieler hier den Schöpfer und die Autoren wie sie Folge für Folge ein Format mit Kinopotenzial auf die Beine stellen, welches in Story und Kulisse auch die Mitwirkenden jedes Mal aufs Neue verblüfft. Die britische Erstausstrahlung erreichte eine Zuschauerzahl von 3,1 Millionen, als sie gefolgt von der Erfolgsserie ausgestrahlt wurde.
Gezeigt wird auch wie einige für Menschen unmögliche Szenen mit der Greenscreen-Technik gedreht werden.
Während des ganzen verleiht Anthony Head mit Voice-over-Kommentaren der Produktion seine Stimme.
Eine deutsche Synchronisation ist bisher nicht vollzogen und auch nicht in Planung.
Des Weiteren existiert auch eine Radioshow, welche sich unter dem Namen Heroes The Official Radio Show mit der Serie beschäftigt.